# سیاره مجردها
سیاره مجردها (به لهستانی: Planeta singli) یک فیلم سینمایی لهستانی کمدی به کارگردانی میتجا اوکورن در سال ۲۰۱۶ به نمایش درآمد.

## داستان
داستان فیلم دربارهٔ مجری جذابی می‌باشد که زن‌ها دوست دارند با او باشند و مردها دوست دارند شبیه به او باشند و این مجری به دنبال …

## گزیدهٔ بازیگران
- ماچئی اشتور
- ورونیکا کشیانژکیه‌ویچ
- پاوئو دوماگاوا
- توماش کارولاک
- آدا فی‌یاو
- میخالینا سوسنا
- پیوتر گوئوواتسکی
- کامیل کولا
- سواوُمیر
- پیوتر میازگا
- زوزانا گرابوفسکا
- آگنیشکا ویندووخا
- دوروتا دلونگ
- میخاو چرنتسکی
- یوانا اُپوزدا
- مارتا دامبروفسکا
- تومیرا کُوالیک
- آرتور یانوشاک
- دوبرومیر دیمتسکی
- آدام بوبیک
- الکساندرا پیسولا
- توماش بورکوفسکی

## دنباله
دنباله این فیلم در ۵ نوامبر ۲۰۱۸ منتشر شد. و قسمت سوم این فیلم در سال ۲۰۱۹ به نمایش درآمد.